# 泰國人口
泰國全國共有20多個民族，有將近7000萬人口。泰国人口中泰国主体民族泰族占75%。泰族人口分布：中央泰族(占总人口的33.7%，包括曼谷)，东北方的老族(34.2%)，北方泰族(18.8%)，还有南方泰族(13.3%)。中央泰国人讲的方言作为官方语言广泛应用于政府和学校传播。
泰国人口14%是华族，其中相当一部份来自广东潮汕地区。泰国马来族占(2.3%)。其余的少数民族包括高棉、孟族等与泰族人相似的民族;还有越南人、还有一些住在山上的部落，例如例如巴通族、嘎良族、拉祜族、苗族、瑤族等，接近緬甸的山區有少數撣族人，这些人口大约为788,024人。
除此之外，泰国还有大量的来自亚洲、欧洲、北美等长期居住在泰国的人口，还有大量非法移民。不过由于泰国人口基数大，所以这些人口只占总人口的很小一部分。
泰国的人口主要为农业人口，集中在稻米产地，即泰国的中部和东北、北方。随着全球化进程，泰国也在工业化过程中，有大约31.1%的泰国人集中在曼谷等大城市，而且在持续增长中。

## 數據
人口: 69,428,524人 
年齡結構:

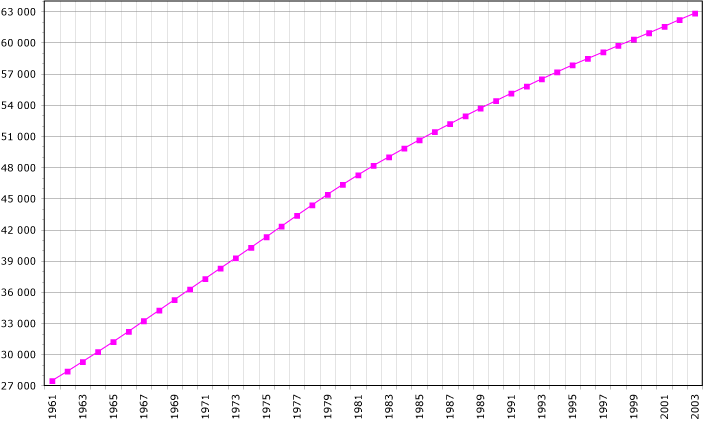
泰國人口統計 (1961-2003)
資料來源:FAO, 2005年; 單位:千人

- 0-14 歲: 16.45% (男 5,812,803人/ 女 5,533,772人)
- 15-24 歲: 13.02% (男 4,581,622人/女 4,400,997,304,793人)
- 25-54 歲: 45.69% (男 15,643,583人/女 15,875,353人)
- 55-64 歲: 13.01% (男 4,200,077人/女 4,774,801人)
- 65 歲以上: 11.82% (男 3,553,273人/女 4,601,119人) (2020年估計)[4]

人口增長率: 0.25% (2020年估計)
出生率: 10.57 /1,000人 (2020年估計)
死亡率: 8.3 /1,000人 (2020年估計)
淨遷移率: 0 /1,000人 (2008年估計)
性别比:
- 出生: 1.05 男/女
- 0-14 歲: 1.05 男/女
- 15-24 歲: 1.04 男/女
- 25-54 歲: 0.99 男/女
- 55-64 歲: 0.88 男/女
- 65 歲以上: 0.77 男/女
- 平均: 0.96 男/女 (2020年估計)[4]

嬰兒死亡率: 18.23 /1,000人 (2008年估計)
預期壽命:
- 總計: 75.6 歲
- 男: 72.4 歲
- 女: 78.9 歲 (2020年估計)[4]

總生育率
- 1.64 嬰兒 /婦女 (2008年估計)

族群組成:
- 泰人 75%, 華人 14%, 其他 11%

宗教:
- 佛教 94.6%, 伊斯蘭教 4.6%, 基督教 0.7%, 印度教 0.1%, 其他 0.1% (2000年)

語言:
- 泰語, 英語, 華語, 越南語, 其他民族語言及方言

識字率:
- 定義: 15歲以上有讀寫能力
- 平均: 92.9%
- 男: 94.7%
- 女: 91.2% (2015)[4]